# Vizovice (nádraží)
Vizovice jsou dopravna D3 v západní části města Vizovice v okrese Zlín ve Zlínském kraji, poblíž říčky Lutoninka. Leží na jednokolejné neelektrizované trati Otrokovice–Vizovice.

## Historie
Potřeba napojení k železniční síti narostla pro Zlín především v rámci prudkého růstu, jež přinesla prosperující obuvnická továrna firmy Baťa založená roku 1894, hlavní iniciativu ke stavbě ovšem vyvíjeli zástupci města Vizovice. Jako odbočná stanice z trati původně propojující Vídeň a Krakov byla vybrána zastávka v Otrokovicích (původně se uvažovalo i o Napajedlech), kde byla s dostavbou trati vystavěna nová nádražní budova. Stavební práce prováděla budapešťská stavební firma Török a Janowic. Dne 8. října 1899 byl na trati zahájen pravidelný provoz zajišťovaný společností Severní dráha císaře Ferdinanda (KFNB), která byla vlastníkem hlavní trati. Koncová stanice sestávala z jednopatrové budovy s lomenou střechou a krytým prvním nástupištěm.
Trať zůstávala v majetku a správě soukromé společnosti i po skončení první světové války. Majoritní podíl akcií této trati získal později koncern Baťa a 1. srpna 1931 byla společnost přejmenována na Otrokovicko-zlínsko-vizovická dráha (OZVD). Na dráze operují tehdy nadstandardně moderní traťová vozidla, která díky poměrně četným zastávkám plní roli hromadné dopravy. K dokončení plánu plného propojení železnice z Otrokovic přes Zlín a Vizovice dále do Valašské Polanky, kde by došlo k napojení na trať Hranice na Moravě – Púchov nakonec nedošlo: stavební práce byly definitivně zastaveny v roce 1954.

## Popis
Nachází se zde jedno jednostranné vnitřní nástupiště o délce 98 m, k příchodu k vlakům slouží přechody přes kolej.